# Lepidothrix iris
Lepidothrix iris là một loài chim trong họ Pipridae.